# Enclosure informationnelle
 (mars 2015).
Si vous disposez d'ouvrages ou d'articles de référence ou si vous connaissez des sites web de qualité traitant du thème abordé ici, merci de compléter l'article en donnant les références utiles à sa vérifiabilité et en les liant à la section « Notes et références ».
 (mars 2015).
- Si vous ne connaissez pas le sujet, laissez ce bandeau (vous pouvez alors contacter les auteurs).
- Si vous supprimez le contenu mis en cause (vous pouvez préalablement contacter les auteurs),

argumentez précisément cette suppression dans la page de discussion
(un manque de référence n'est pas un argument ; une recherche réelle de référence doit avoir été effectuée, être formellement documentée).
L'enclosure informationnelle est une  notion refermant plusieurs acceptions qui s'articulent eux-mêmes autour des termes directeurs que sont l'encastrement, la déconnexion, l'isolation d'un point de vue de l'accès à une ressource informationnelle. 
L'enclosure informationnelle dans son exercice, peut s'apparenter à une insuffisance, d'un point de vue des principes de bien commun et du droit à l'information. Ses manifestations peuvent se concrétiser par ailleurs dans divers aspects du vécu à  savoir l'éducation, le relationnel, la perception et d'autres domaines concernant l'acquisition ou le transfert d'information. L'enclosure informationnelle, de tout temps existe et cela même depuis l'existence de groupes primitifs d'individus réunis autour d'un modèle de pensées et de croyances. Elle est à l'origine des rapprochements (échange, partage, collaboration) entre groupes d'individus et aussi source d'éloignement (discrimination, hiérarchie).

## Définition
L'information donne lieu à des interprétations qui permettent en retour de se représenter son univers. Ainsi l'enclosure informationnelle peut s'appréhender en tant qu'un réseau d'information délimité par des frontières apparentes ou non et qui participe à une sélection de ses adhérents. Dans ce concept, le flux d'information est retenu dans une sphère isolante de sorte qu'il est impossible de le confronter à d'autres ressources d'informations. Son emprise est manifeste dans l'analyse des religions, des lobbies, des cultures, des professions.
Lorsque l'on est enclôturé dans une sphère d'information et que la spécificité des informations circulant au sein de cette enclosure est accrue, l'on ne perçoit qu'une partie de la réalité existentielle prise en compte par le modèle de pensée de notre repère informationnel. Avec l'enclosure informationnelle, la connaissance est cloisonnée, compartimentée. Les individus sont encastrés dans des réseaux d'information qui s'autoconstruisent, motivés par l'autonomie, l'autarcie pour se représenter l'univers et son contenu. Ainsi on assiste à la création de cellule d'informations superposées, imbriquées, isolées parfois et qui en retour aboutissent à une diversité de représentation de l'univers.

## Interprétations
Bien que cette expression évoque une restriction, une liberté entravée, les interprétations qui pilulent autour de la notion d'enclosure informationnelle en font d'elle une notion relative.

### Une genèse des interactions sociales
La solidarité organique à l'image d'Émile Durkheim, trouve ici un fondement à l'initiative humaine de collaborer pour l'édification de projet complexe et d'envergure importante. Si la société moderne est la réunion d'individus aux compétences disparates, tous issus de professions opaques pour les novices, le clivage des savoirs va impliquer la nécessité pour la survie et le progrès de collaborer pour l'intérêt général.
Une illustration complémentaire nous est offerte lorsque nous apposons notre réflexion sur la théorie de l'agence . Cette relation d'agence dans laquelle chaque partie prenante (le mandant et le mandataire ou le principal et l'agent) détenant des compétences et des ressources valorisables pour la conclusion d'un contrat, fait de la rétention d'information pour la préservation d'intérêt personnel, nous informe sur les opportunités que renferment l'enclosure informationnelle. Même s'il y a consentement mutuel pour faire aboutir le projet, des zones d'ombre sont entretenues par chacune des parties (intentionnellement ou non) car leurs intérêts sont divergents. Cette collaboration va induire une asymétrie d'information ouvrant la voie à l'aléa moral qui lui-même caractérise un état d'enclosure informationnelle qui sera le moteur de leur engagement réciproque. Toutefois il est à noter qu'une asymétrie d'information trop accrue va conduire à un appauvrissement de la relation d'agence en termes de qualité de service : anti-sélection.

### Un facteur d'appauvrissement des réseaux
L'encastrement des groupes d'individus dans des réseaux leur garantissant épanouissement et soutien de l'ensemble de leur communauté peut s'avérer parfois une impasse. Les recherches de Mark Granovetter en sociologie des réseaux et en sociologie économique nous éclairent en peu plus sur la présence forte de l'enclosure informationnelle dans les relations sociales et des inconvénients qu'elle comporte. 
La référence exclusive à son cercle d'amis et aux idéaux qui en émanent pour se construire une existence est nuisible à une vision objective de l'environnement dans lequel est immergé son réseau d'amis. En effet, les « liens forts » regroupant les individus au sein de réseaux influent grandement sur la qualité de l'information diffusée à l'intérieur de ces réseaux. En démontrant que les « liens faibles » qu'entretiennent une personne avec d'autres réseaux d'amis ont l'avantage de procurer un flux informationnel plus riche car non redondant, l'on peut être amené à considérer les liens faibles comme le fondement de la diversité informationnelle. L'auteur nous interpelle aussi sur les opportunités qu'offrent la prise en compte des liens faibles dans les procédures de recherche d'emploi. Selon lui, la quête d'information en dehors du réseau auquel on est lié par des liens forts à ses membres aboutit à la réception d'information signifiante et non redondante.

### Un dispositif de prévention
L'enclosure informationnelle peut être dans une certaine mesure souhaitable  pour sécuriser les flux d'information à la portée de tout canaux d'écoute. La collecte d'informations stratégiques dans les activités de veille en entreprise et surtout en intelligence économique, nous informe respectivement sur la nécessité d'une discrimination des informations perçues et sur la catégorie des informations détenues afin d'anticiper au mieux les aléas de l'environnement concurrentiel.Les notions d'information blanche, d'information grise et d'information noire ou d'information ouverte et d'information fermée symbolisent des degrés d'accessibilité isolés de par leur importance aux yeux des stratèges de l'entreprise. 
Pour des raisons jugées légitimes, certains niveaux d'information seront mis à disposition d'une catégorie d'employés de la firme pour la tenue de leur activité.Ainsi lors de la diffusion de l'information stratégique au sein de l'entreprise, les informations valorisées et mise en forme sont adressés à leurs destinataires exclusivement. Cela participe en quelque sorte à cristalliser la structure de l'entreprise. Les décisions prises par un pôle de compétence notamment les stratèges, les administrateurs sur le fondement d'informations détenues pour la réalisation de l'activité par les opérationnels se font dans le cadre d'un clivage informationnelle entre entités constitutives de l'entreprise.
En stratégie d'entreprise, l'enclosure informationnelle semble d'office constituer un fondement de la différenciation tant recherchée par les entreprises dans leur secteur d'activité. Que ce soit dans une situation de concurrence pure et parfaite ou dans celle d'un monopole, la notion d'avantage concurrentiel est la préoccupation majeure des entreprises. Il faut se distinguer du concurrent, ériger des barrières à l'entrée  notamment le savoir-faire, l'expérience, user des effets d'apprentissage. Cependant dans la dynamique du progrès, les avantages concurrentiels ne sont pas stables du fait des pratiques de benchmarking, d'espionnage industriel et se métamorphosent dans la plupart des cas en facteurs clés de succès et donc plus aisément accessibles aux potentiels concurrents ou à tous nouveaux entrants dans le domaine d'activité stratégique.

## Fondements et spécificités
On peut lui trouver des origines dans l'avènement de la conscience ou notamment de la prise de conscience chez un être humain, engageant une dynamique d'interrogations sur son univers le menant à la prise de conscience de la précarité de ses connaissances. Heureusement, l'exercice de la réflexion nous apporte des éléments de réponses aux difficultés que l'on peut rencontrer lorsqu'on appréhende une idée, un concept.
La quête de vérité et la conscience de la précarité de nos connaissances sont révélatrices des barrières artificielles qui se dressent face à l'intellect et cela depuis la première réflexion de l'humain sur les phénomènes de son vécu. La réflexion philosophique  témoigne de cet engagement de l'esprit humain de se défaire de l'ignorance et du dogmatisme. Le fait de s'en remettre à des habitudes  au point de reléguer au niveau inférieur l'usage de la réflexion critique ne participe pas à l'accession à la vérité. 
Ainsi dans un espace régie par des pratiques répétitives et non soumis au filtre de la critique, l'enclosure informationnelle tend à se cristalliser et à favoriser la connaissance subjective au détriment de la réalité objective des choses. Platon au livre VII de La République, expose cette réalité humaine  dans sa célèbre allégorie : allégorie de la caverne. Les hommes sont dans une demeure souterraine, tournant le dos à la lumière et se référant qu'à des illusions. C'est à partir du moment où l'individu se libère de ses chaines et qu'il se retourne pour contempler la lumière que le déclic opère et lui permet de confronter sa réflexion aux nouvelles réalités qui se présente à lui. Bien sûr cela s'inscrit dans un processus long où l'accession à la vérité ne doit pas être précipitée pour éviter les incompréhensions et l'accoutumance aux dogmatisme.
Les interactions humaines sont aussi génératrices d'enclosure informationnelle.En effet autrui est une source d'information qui n'est pas toujours et complètement accessible. Preuve en est nous avons des préjugés sur autrui et nous caractérisons autrui d'après nos sens et émotions imparfaites. La réelle nature d'un individu n'est pas cernée parfaitement par nos sens.
Les progrès scientifiques et technologiques trouvent de même leur part de responsabilité. La création de nouvelles spécialités dans le domaine de la médecine, de l'informatique avec leur langage conventionnel participent à la création de zone de clivage informationnelle exclusivement accessible à un monde professionnel. Pour exemple : la lecture d'un document codé dans le langage XML, HTML bien qu'il soit conçu à partir de symboles familiers, n'est d'office compréhensible par le sens commun. Toujours dans le même registre, on peut évoquer les opérateurs de la mécanique quantique et les difficultés de compréhension qu'elle suscite pour l'intellect.

## Analyse contemporaine
Dans l'ère du numérique, le concept d'enclosure informationnelle se fait de plus en plus décrier car l'information est un bien commun. On peut trouver aberrant qu'à une époque caractérisée par l'usage intensive des nouvelles technologie de l'information et de la communication on en est encore à faire face à des obstacles dans l'accès à l'information. Les barrières artificielles érigés par des prestataires, qui ont pour but de revendre de l'information, se décline dans une typologie des enclosures à visée commerciale proposée par Sylvère Mercier et présenté dans le tableau récapitulatif ci-dessous :
| Enclosure des données  | Une barrière d'accès à un ensemble de données considérés comme un bien exceptionnel et accessible par le biais d'un abonnement tarifaire. |
| Enclosure géographique | L'accès à l'information est rendu possible en un lieu et mime artificiellement la bibliothèque des objets, celle des biens rivaux.        |
| Enclosure publicitaire | L’accès peut-être libre, mais l’attention de l’internaute est perturbée par un message. Une barrière peu contraignante                    |
| Enclosure technique    | L'information est enclos dans des formats propriétaires.                                                                                  |
| Enclosure juridique    | Elle repose sur des licences qui empêchent la réutilisation, la dissemination ou le simple transfert d'un contenu.                        |

Ce sont quelques exemples d'enclosures mises en place par les professionnels de l'information pour créer de la valeur autour d'un contenu d'information.